# Lebiasina
Lebiasina is een geslacht van straalvinnige vissen uit de familie van de slankzalmen (Lebiasinidae).

## Soorten
- Lebiasina bimaculata Valenciennes, 1847
- Lebiasina chocoensis Ardila Rodríguez, 2010
- Lebiasina chucuriensis Ardila Rodríguez, 2001
- Lebiasina colombia Ardila Rodríguez, 2008
- Lebiasina floridablancaensis Ardila Rodríguez, 1994
- Lebiasina intermedia Meinken, 1936
- Lebiasina marilynae Netto-Ferreira, 2012
- Lebiasina melanoguttata Netto-Ferreira, 2012
- Lebiasina minuta Netto-Ferreira, 2012
- Lebiasina multimaculata Boulenger, 1911
- Lebiasina narinensis Ardila Rodríguez, 2002
- Lebiasina ortegai Ardila Rodríguez, 2008
- Lebiasina provenzanoi Ardila Rodríguez, 1999
- Lebiasina taphorni Ardila Rodríguez, 2004
- Lebiasina uruyensis Fernández-Yépez, 1967
- Lebiasina yepezi Netto-Ferreira, Oyakawa, Zuanon & Nolasco, 2011
- Lebiasina yuruaniensis Ardila Rodríguez, 2000